# Ernst Traugott Fritzsche

Ernst Traugott Fritzsche

Ernst Traugott Fritzsche (* 2. Februar 1851 in Leipzig; † 21. Dezember 1916 ebenda) war ein deutscher Kaufmann und von 1906 bis 1916 Inhaber der Firma Schimmel & Co..

## Leben

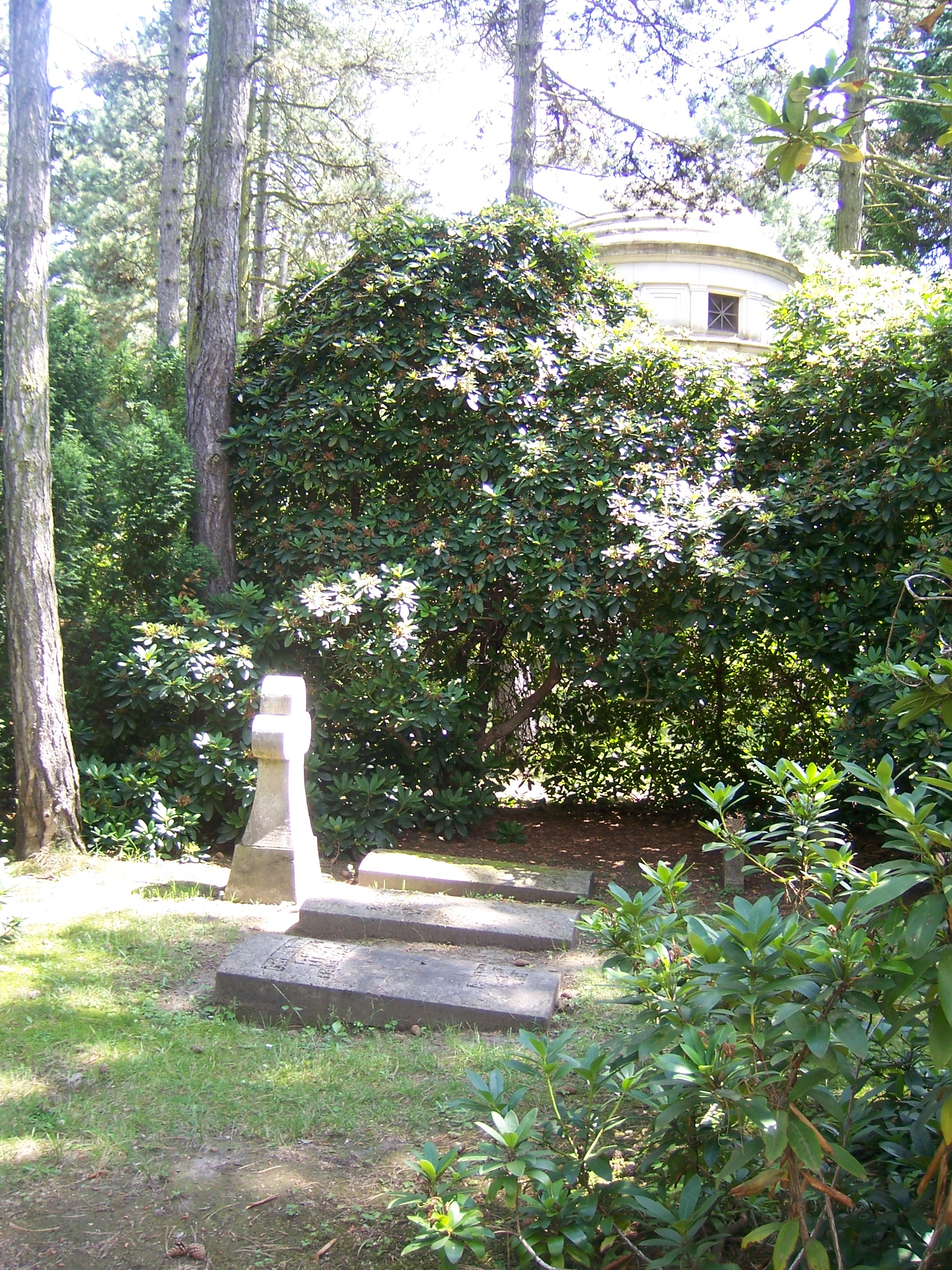
Grabstätte Ernst Traugott Fritzsche und Angehörige, im Hintergrund das Fritzsche-Mausoleum

Ernst Traugott Fritzsche war der jüngere Sohn von Hermann Traugott Fritzsche und dessen Ehefrau Henriette Louise, geborene Magnus (1820–1897). Wie sein älterer Bruder Hermann Traugott erlernte er den Beruf des Kaufmanns. Während mehrjähriger Auslandsaufenthalte lernte er die Anforderungen des internationalen Geschäftsverkehrs kennen, um ab 1877 als 2. Teilhaber in die Firmenleitung von Schimmel & Co. einzutreten.
Gemeinsam mit seinem Bruder baute er die väterliche Firma zum Weltmarktführer in der industriellen Großproduktion von ätherischen Ölen, natürlichen und künstlichen Riech- und Aromastoffen aus. Als sein Bruder 1906 während einer Kur in Marienbad verstarb, wurde Ernst Traugott mit der Leitung der Firma betraut, die dieser im Sinne seines Bruders weiterführte.
Neben zahlreichen anderen Ehrungen wurde er für seine Verdienste um die deutsche Wirtschaft zum Geheimen Kommerzienrat ernannt. Er war (Stand 1905) Oberleutnant der Landwehr-Jäger a. D. der sächsischen Armee und wurde am 24. März 1891 entlassen.
Ernst Traugott Fritzsche war in erster Ehe mit der Deutschamerikanerin Ida Rosine Philine Hemmer verheiratet, die am 21. November 1879 in Leipzig im Alter von 21 Jahren verstarb. In zweiter Ehe heiratete er Magdalene Heller (1863–1950). Aus dieser Ehe entstammten drei Kinder, unter anderem der spätere Generaldirektor der Schimmel & Co. AG Hermann Fritzsche (1884–1949). 
Die Familie bewohnte seit 1897 eine Villa in der Karl-Tauchnitz-Straße 37, die im Zweiten Weltkrieg zerstört wurde. Über das Selbstverständnis des Wirtschaftsmagnaten, der einer Familientradition folgend zahlreiche gemeinnützige Stiftungen sowie wissenschaftliche und soziale Projekte in seiner Vaterstadt unterstützte, gibt das monumentale Mausoleum Auskunft, das Ernst Traugott Fritzsche für sich und seine Familie auf dem Südfriedhof in Leipzig errichten ließ. Als er nach längerer Krankheit während des Ersten Weltkrieges verstarb, wurde er dort nur vorübergehend beigesetzt. Unweit dieser Stätte ruht er heute, neben seiner Frau und seinem ältesten Sohn, in einem Erdgrab.